# 沙姆羅克 (密蘇里州)
沙姆羅克（英語：Shamrock）是位於美國密蘇里州卡勒韋縣的非建制地區。

## 歷史
沙姆羅克的郵局於1833年設立，其後於1954年停運。

## 地理
沙姆羅克所處的海拔為高於海平面233米（即764英呎），而該地所採用的時區為UTC-6，即北美中部時區（CST）。同時該地設有夏令時間，為UTC-6調快一小時，即UTC-5（CDT）。